# Шалаев, Анатолий Васильевич
Анатолий Васильевич Шалаев (31 мая 1953, Горький — 7 июля 2000) — советский и российский хоккеист, защитник, нападающий.

## Биография
Воспитанник горьковского хоккея. В сезоне 1970/71 играл в чемпионате РСФСР за «Чайку» Горький, провёл три матча в чемпионате в составе «Торпедо», стал выступать за СКА Калинин, где провёл два сезона. В сезоне 1973/74 играл во второй лиге за «Полёт» Горький.
В течение 18 сезонов (1974/75 — 1991/92) выступал за «Салават Юлаев». В сезоне 1991/92 провёл также два матча за «Авангард» Уфа.